# Juris
Das Juristische Informationssystem für die Bundesrepublik Deutschland (abgekürzt ursprünglich: JURIS, später: Juris; heute eigene Schreibweise: juris) ist ein mehrheitlich in Staatshand befindlicher deutscher juristischer Informationsdienstleister mit Sitz in Saarbrücken, der in der Rechtsform einer GmbH geführt wird.

## Geschichte
Die Juris GmbH wurde 1985 gegründet. Der bereits im Jahre 1973 erteilte Gründungsauftrag der Bundesregierung lautete, zusammen mit dem Bundesverfassungsgericht und den obersten Gerichten des Bundes arbeitsteilig ein computergestütztes Rechtsinformationssystem aufzubauen. Dieses war 1984 fertig und bis 1985 beim Bundesministerium der Justiz angesiedelt; es wurde dann aus der Bundesverwaltung in eine Gesellschaft mit beschränkter Haftung, mit Sitz in Saarbrücken, ausgegliedert. Seit 2015 bzw. 2018 hat Juris Außenstellen in Frankfurt am Main und Berlin. Im August 2020 bezog Juris ein neues, eigenes Gebäude am Saarbrücker Römerkastell.

### Technik
Anfänglich basierten alle Online-Angebote auf einem BS2000-Host und dem Retrievalsystem „Golem“. Der Zugriff auf die Rechtsinformationen wurde (in zeitlicher Reihenfolge) über die Oberflächen jurisControl, jurisFormular, jurisFormular für Windows, jurcom5 und schließlich jurisWeb ermöglicht.
jurisFormular und jurisFormular für Windows haben dabei die Kommandozeilensprache von Golem durch ein Suchformular ersetzt. JurisFormular für Windows integrierte auch die lokale Recherche auf den damaligen Juris-CD-ROMs.
jurcom5 war 1996 die erste Web-Oberfläche einer juristischen Datenbank im deutschsprachigen Raum. Sie hat die juristischen Dokumente um Hyperlinks ergänzt, die on-the-fly aus den Golem-Dokumenten generiert und validiert wurden. Sie war intern ohne Auftrag in der nicht dafür zuständigen Abteilung entwickelt und daher nur ausgewählten Kunden zugänglich. Die jurcom5-Lösung bot keine Unterstützung für die Recherche auf der CD an.
jurisWeb sollte dann die gleiche Funktionalität wie die jurcom5 anbieten und zudem die Suche auf der CD lokal und im Intranet unterstützen. Die Entwicklung von jurisWeb wurde extern vergeben und dauerte mehrere Jahre.
Von 2005 bis 2007 wurde das Backend von Juris schrittweise von BS2000 auf eine neue Plattform unter Linux umgestellt. Die Entwicklung dieser neuen Plattform – genannt „Juris Portal“ – erfolgte intern. Seitdem bietet die Juris GmbH eine integrierte Crossrecherche über alle Inhalte an, auf die ein Nutzer Zugriff hat.
Die Daten werden in zwei redundanten, gespiegelten Rechenzentren vorgehalten, um die Ausfallsicherheit zu erhöhen. In der Spitze wurden über 600 Server (teils auch mittels Virtualisierung) in Saarbrücken betrieben. Inzwischen ist die Anzahl der Rechner auf Grund deutlich gestiegener Rechnerleistung rückläufig.

## Inhalte
Juris wurde gegründet, um ein leistungsfähiges computergestütztes Rechtsinformationssystem für die Gesetzgebung des Bundes, für die Zwecke der Bundesverwaltung sowie für die Rechtsprechung des Bundesverfassungsgerichts und der übrigen Bundesgerichte zur Verfügung stellen. Damit sollen diese Informationen der Öffentlichkeit zugänglich gemacht werden.
Auswahl und dokumentarische Erschließung der juristisch relevanten Daten für die Juris-Datenbanken Rechtsprechung, Literatur und Verwaltungsregelungen werden von den Dokumentationsstellen des Bundesverfassungsgerichts und der fünf obersten Gerichtshöfe des Bundes (BGH, BVerwG, BAG, BSG, BFH) erbracht. Für Aufbau und Aktualisierung der Datenbank Bundesrecht (Gesetze und Verordnungen) ist die Dokumentationsstelle des Bundesamts für Justiz zuständig. Ergänzt wird die Rechtsprechungsdatenbank durch die Auswertung von über 600 juristischen Fachzeitschriften durch eigene Dokumentationsstellen bei Juris. Zusätzlich werden Online-Ausgaben von Kommentaren, Handbüchern und Fachzeitschriften von juristischen Fachverlagen über Juris vertrieben.
Der Abruf von Daten ist kostenpflichtig.

## Unternehmen
Im Lauf der Jahre reduzierte der Bund seine Anteile an Juris. Bis heute hält er mit 50,01 % die Anteilsmehrheit. Bis zum 31. Januar 2013 gehörten 45,33 % der Anteile dem niederländischen Verlag Sdu. Seitdem hält diesen Anteil die französische Verlagsgruppe Éditions Lefebvre Sarrut (ELS), welche den Verlag Sdu einschließlich der Juris-Anteile übernommen hat. Weitere Anteilseigner sind das Saarland mit 2,99 %, der Deutsche Anwaltverein, die Bundesrechtsanwaltskammer und  weitere Verlage mit jeweils 0,24 %.
Die fünf Mitglieder des Aufsichtsrates werden vom Bund (je eine Person wird von den Bundesministerien für Justiz, Inneres und Finanzen) und vom Sdu entsandt. Den Vorsitz hält satzungsgemäß ein Angehöriger des Bundesministeriums der Justiz.
Seit 2001 waren Samuel van Oostrom, und seit 2010 Johannes Weichert Geschäftsführer. Per FAZ am 31. August 2023 wurde Weichert entlassen und van Oostrom ist alleiniger Geschäftsführer mit seiner Ehefrau als Prokuristin.

## Kritik
Juris steht seit Jahren in der Kritik. Zum einen, weil es den Gerichten überlässt, welche Urteile und Beschlüsse in die Datenbank aufgenommen werden. Es repräsentiert nur einen Bruchteil der deutschen Rechtsprechung (Ende 2017  9,4 % aller erledigten Verfahren des XI. Zivilsenats des BGH) und zahlte Angestellten „horrende Gehälter“. Juris überlässt es den Gerichten, welche Urteile und Beschlüsse in die Datenbank aufgenommen werden sollen. Juris repräsentiert daher keine vollständige Dokumentation der deutschen Rechtsprechung. Eine quantitative Auswertung Ende 2017 ergab, dass für den Zeitraum 2006 bis 2016 „nur zwischen 9,4 % (2015) und 31,2 % (2009) aller erledigten Verfahren des XI. Zivilsenats des BGH verfügbar“ waren. „… das arithmetische Mittel für die elf Jahre liegt bei 21,7 %, der Median bei 21,0 %.“ Als Maß wurden die Suchtreffer und die erledigten Fälle laut Statistik des BGH in den jeweiligen Jahren gewählt. Für frühere Zeiträume sei der Bestand „noch lückenhafter als für die Gegenwart und offenbar [werde] wenig unternommen, um daran etwas zu ändern.“ Sogenannte „Rumpfdokumente“ würden „aus abrechnungstechnischen Gründen nicht dokumentiert“, auch wenn es sich um bedeutsame Entscheidungen handelt, die anderen Orts veröffentlicht wurden. Eine Anfrage des MdB Martin Plum ergab 2023, dass die Kosten der Bundesgerichte für die exklusive Bereitstellung des Materials an Juris weit höher sind als die vom Bund im Gegenzug erhaltene Zahlung von rund 40 Euro pro Entscheidung.
Im April 2022 startete Juris den journalistischen Informationsdienst „Libra - das Rechtsbriefing“. Es wurde kritisiert, dass das Grundgesetz die Institutsgarantie der Presse schütze und der Staat, bzw. das staatsnahe und in Mehrheitsbesitz des Bundes befindliche Juris, dieses Institut nicht mit eigenen Angeboten substituieren dürfe. Es gebe mit Legal Tribune Online und dem F.A.Z Einspruch vergleichbare private Angebote im Markt; im März 2023 wurde Libra eingestell.